# 培花站
培花站（朝鲜语：／ Paehwa yŏk */?）是位于朝鮮民主主義人民共和國江原道安边郡的一個鐵路車站，属于江原线。

## 邻近车站
葛麻站 - 培花站 - 安边站